# Paula Teixeira da Cruz
Paula Maria von Hafe Teixeira da Cruz, född 1960 i Luanda, Angola, är en portugisisk politiker och justitieminister mellan åren 2011 och 2015. Hon är utbildad jurist från Universidade Livre och har varit ledamot av Assembleia da República för Partido Social Democrata.